# Ust-Kameanka, Apostolove
Ust-Kameanka (în ucraineană Усть-Кам`янка) este un sat în comuna Leninske din raionul Apostolove, regiunea Dnipropetrovsk, Ucraina.

## Demografie
Componența lingvistică a localității Ust-Kameanka
     Ucraineană (94,82%)
     Rusă (4,05%)
     Alte limbi (0,46%)
Conform recensământului din 2001, majoritatea populației localității Ust-Kameanka era vorbitoare de ucraineană (94,82%), existând în minoritate și vorbitori de rusă (4,05%).